# Mayo Peak
Der Mayo Peak ist ein 300 m hoher Berg mit abgeflachtem Gipfel im westantarktischen Marie-Byrd-Land. Auf der Bear-Halbinsel an der Walgreen-Küste bildet er das südliche Ende der Jones Bluffs.
Das Advisory Committee on Antarctic Names benannte ihn 1977 nach Elbert A. Mayo Jr. von der US Navy, Flugingenieur einer LC 130 Hercules bei fünf Kampagnen der Operation Deep Freeze.